# Schichtungsstabilität der Erdatmosphäre
Die Schichtungsstabilität der Erdatmosphäre beschreibt deren thermodynamische Stabilität bzw. Labilität bezüglich des vertikalen atmosphärischen Temperaturgradienten anhand verschiedener Gleichgewichtszustände. Es wird zwischen einer labilen, stabilen und neutralen Atmosphärenschichtung unterschieden.
Die Schichtung der Atmosphäre bestimmt alle vertikalen Luftbewegungen und ist damit von elementarer Bedeutung für alle konvektiven Vorgänge innerhalb der Erdatmosphäre sowie den damit verbundenen Prozessen der Wolkenentstehung oder Luftverschmutzung. Eine labile Schichtung ist die Voraussetzung für die Entwicklung von Thermik-Aufwinden. Thermik und Hangaufwind ermöglichen Gleitfliegern (Segelfliegern, Drachenfliegern und Gleitschirmfliegern) Startüberhöhung, lange Flüge und Streckenflüge.

## Grundlagen

### Atmosphärische Temperaturgradienten
Grundsätzlich unterscheidet man zwei Arten von atmosphärischen Temperaturgradienten: den dynamischen Gradienten eines Luftpakets und den statischen Gradienten der Atmosphäre. Die messbare Lufttemperatur nimmt innerhalb der Atmosphäre oft sehr uneinheitlich mit der Höhe ab, in der Regel jedoch mit einer klaren Tendenz. Üblicherweise handelt es sich um eine Temperaturabnahme: die Luft wird nach oben immer kälter. Nimmt die Lufttemperatur stattdessen mit der Höhe zu, so spricht man von einer Inversion. Gegenüber diesem Umgebungsgradienten besitzt ein sich vertikal bewegendes Luftpaket eine eigene, dynamische Temperaturänderung.
Betrachtet man ein ausreichend großes Luftpaket, so kann der Austausch mit der Umgebungsluft und eine Anpassung an die Umgebungstemperatur vernachlässigt werden. Findet Temperaturänderung des Luftpakets in einer idealisierten Betrachtung völlig unabhängig von der Umgebung und der dort herrschenden Temperatur statt, spricht man von einer adiabatischen Zustandsänderung. Ein auf- oder absteigendes Luftpaket kann dann seine Temperatur schneller, gleich schnell oder langsamer ändern, als es seiner Umgebung, also dem statischen Zustand der Erdatmosphäre, entspräche.

### Vertikalbewegung eines Luftpakets
Als Modellannahme wird in der Regel ein Luftpaket betrachtet, das sich entsprechend dem trockenadiabatischen Temperaturgradienten verhält und in einer bestimmten Höhe die gleiche Temperatur und Dichte wie die umgebende Luft hat. Das Luftpaket erfährt ausgehend von dieser Anfangstemperatur bei der Hebung eine Abkühlung und bei der Senkung eine Erwärmung um jeweils 9,8 Grad Celsius je Kilometer. Diese Änderung erfolgt adiabatisch-reversibel, dem Luftpaket wird also keine Wärme zugeführt oder entzogen. Zudem tritt keine Mischung mit der umgebenden Luft ein und es kommt nicht zur Kondensation des in der Luft enthaltenen Wasserdampfs. 
Wenn es zur Kondensation kommt, spricht man vom feuchtadiabatischen Aufstieg des Luftpakets, der oft auf einen trockenadiabatischen Aufstieg folgt. Durch die mit dem Aufstieg einhergehende Abkühlung steigt die relative Luftfeuchtigkeit, bis sie am Taupunkt schließlich das Kondensationsniveau erreicht. In dieser Höhe setzt die Kondensation und somit Wolkenbildung ein. Die dabei freigesetzte Kondensationsenthalpie des Wasserdampfs verringert den trockenadiabatischen auf den feuchtadiabatischen Gradienten. Da alle Betrachtungen des atmosphärischen Schichtungszustands für beide Fälle gleichermaßen gelten, wird im Weiteren allgemein von einem adiabatischen Gradienten gesprochen.

### Archimedisches Prinzip
Luft dehnt sich beim Erwärmen aus. Aus dem Unterschied zwischen der Dichte des betrachteten Luftpakets und derjenigen des umgebenden Mediums folgt nach dem Archimedischen Prinzip ein statischer Auftrieb oder ein Abtrieb. Wenn das betrachtete Luftpaket die gleiche Dichte wie die Umgebung hat, steigt sie nicht weiter auf.
Es gilt:
{\displaystyle a={\frac {\mathrm {d} v_{\mathrm {z} }}{\mathrm {d} t}}=g{\frac {T_{\mathrm {L} }-T_{\mathrm {U} }}{T_{\mathrm {U} }}}=g{\frac {\rho _{\mathrm {U} }-\rho _{\mathrm {L} }}{\rho _{\mathrm {L} }}}}
Hierbei steht der Index U für die Umgebungsluft und L für das Luftpaket. Das Formelzeichen {\displaystyle a} steht für die Beschleunigung, die das Luftpaket in vertikaler Richtung erfährt und {\displaystyle g} für die Gravitationsbeschleunigung. Der griechische Buchstabe {\displaystyle \rho } steht für die Dichte und {\displaystyle T} für die Temperatur.
Die Beschleunigung ist gleich Null, wenn das Luftpaket und die Umgebung die gleiche Temperatur bzw. Dichte haben. Die Beschleunigung ist umso größer, je weiter sie auseinanderliegen. Ist die Temperatur der Luft größer (oder die Dichte kleiner) als die der Umgebung, steigt das Luftpaket auf.

## Neutrale Schichtung
Bei der neutralen oder indifferenten Atmosphärenschichtung entspricht die vertikale Temperaturabnahme der Atmosphäre der des Luftpakets. In der Realität würde eine sehr gut durchmischte Atmosphäre diesem Zustand am nächsten kommen. Die Entsprechung der Mechanik ist das indifferente Gleichgewicht.
Wegen der neutralen Schichtung der Atmosphäre kühlt sich ein aufsteigendes Luftpaket genauso schnell wie die umgebende Atmosphäre ab. Die Punkte A, B, und C, die für jeweils ein Luftpaket stehen, das sich trockenadiabatisch abkühlt bzw. erwärmt (rote Linie), sind also identisch mit den Bedingungen der als schwarz eingezeichneten Umgebungsluft. Auf- und Abtrieb des Luftpakets gleichen sich folglich aus, denn es gibt keinen Dichteunterschied zwischen dem Luftpaket und der jeweiligen Luftschicht. Da also keine resultierende Kraft wirkt, ändert das Luftpaket seine vertikale Position auch nicht selbstständig und sobald die erzwungene Hebung von B nach A bzw. Senkung von B nach C aufhört, bleibt das Luftpaket höhenstabil.
In einer neutral geschichteten Atmosphäre kommt es aufgrund der fehlenden Konvektion kaum zu Wolkenbildung. Für die Ausbreitung von Stoffen und insbesondere Schadstoffen stellt eine neutrale Schichtung weder ein Hindernis noch einen Vorteil dar.

## Stabile Schichtung

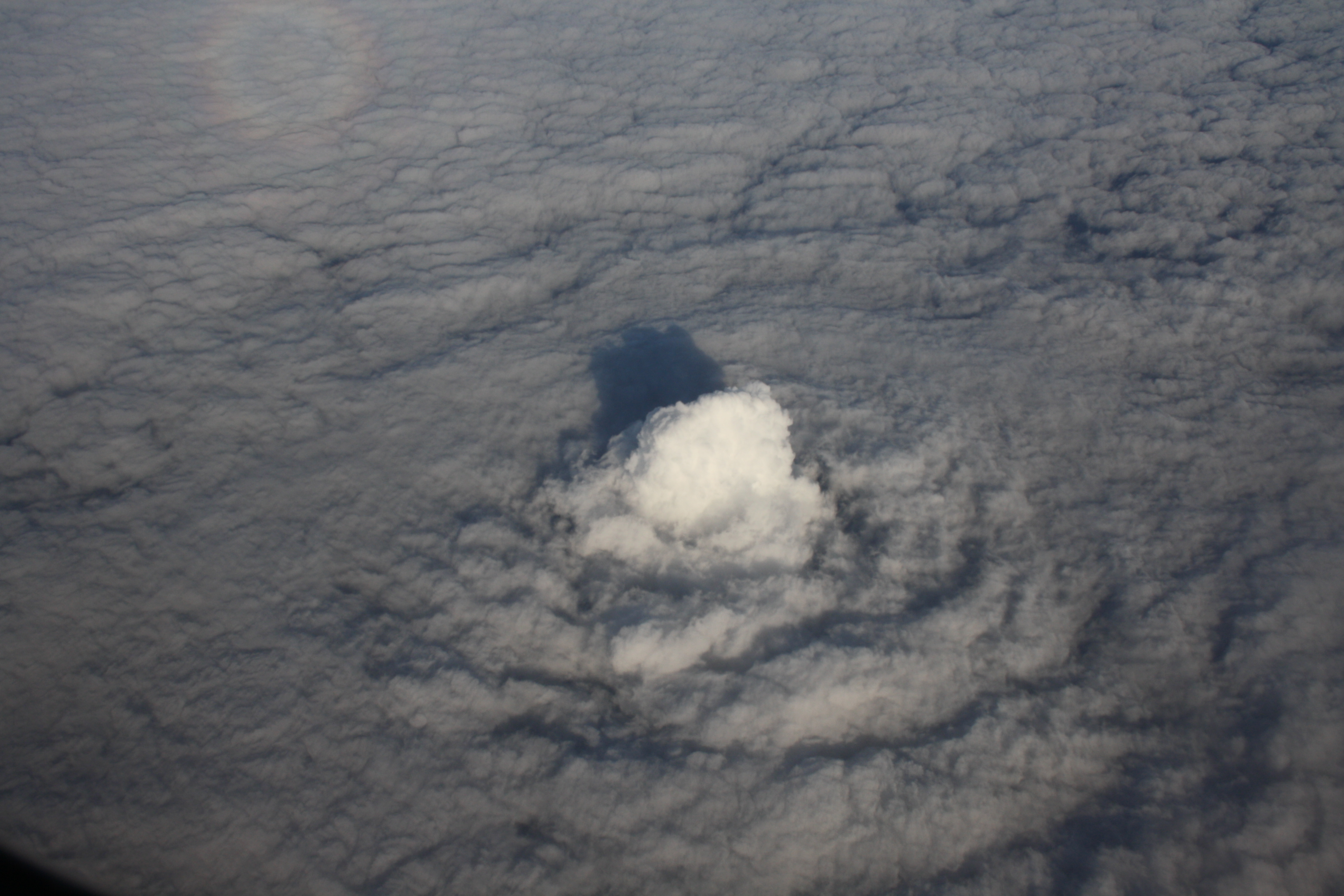
Dampfmassen aus Kühltürmen durchbrechen die Wolkendecke und „schwingen“ sich danach ein. In der Wolkenoberfläche sind kleine Wellen zu sehen.

Eine stabile Atmosphärenschichtung bezeichnet den Zustand der Erdatmosphäre, bei dem die vertikale Temperaturabnahme der Atmosphäre kleiner als die Temperaturabnahme des aufsteigenden Luftpakets ist, es sich also um einen unteradiabatischen Temperaturgradienten handelt. Nimmt dessen Temperatur entsprechend dem trockenadiabatischen Gradienten ab, so spricht man von einer trockenstabilen Schichtung. Dementsprechend handelt es sich bei einer Abnahme mit dem feuchtadiabatischen Gradienten um eine feuchtstabile Schichtung.
Da sich die Umgebung des Luftpakets langsamer abkühlt als es selbst, nimmt bei einer Hebung von C nach B der Temperaturunterschied immer weiter ab und wechselt bei B sein Vorzeichen. Während des weiteren Aufstiegs von B nach A ist das Luftpaket also kälter als die Umgebungsluft und besitzt somit auch eine höhere Dichte. Hört die erzwungene Hebung bei A auf, so sinkt das Luftpaket entsprechend dem Archimedischen Prinzip wieder nach unten ab. Je größer der Temperaturunterschied, desto schneller sinkt die Luft ab – es entsteht vorübergehend ein Fallwind. Das Luftpaket sinkt in der Folge jedoch nicht nur einfach bis B ab, sondern bewegt sich aufgrund der Trägheit etwas über diesen Punkt hinaus. Somit hat das Luftpaket dann wiederum eine etwas geringere Dichte als die Umgebungsluft und die Bewegungsrichtung kehrt sich um, das Paket steigt also wieder. Dieser Ablauf wiederholt sich und das Luftpaket beschreibt eine harmonische Schwingung in der Vertikalen. Aufgrund der Luftreibung nimmt die Amplitude dieser Schwingung über die Zeit ab. Ohne weitere Störungen von außen würde sich das Luftpaket also in einen stabilen Gleichgewichtszustand bei B einpendeln. Die gleiche Überlegung ist auch für eine Absenkung von B nach C gültig, nur dass das Luftpaket nach Einstellung der erzwungenen Absenkung steigen wird, da seine Temperatur nun höher als die der Umgebung ist. In einer stabilen Atmosphäre werden Vertikalbewegungen folglich über eine negative Rückkopplung abgefedert, was eine Durchmischung der Luft behindert.
Dies zeigt sich auch im Falle einer Inversion, also eines umgekehrten Gradienten mit einem Temperaturanstieg bei Höhenzunahme. Es handelt sich dabei um einen besonders starken Sonderfall einer stabilen Schichtung, denn jeder Aufstieg eines Luftpakets wird bei ausreichender Mächtigkeit der Inversionsschicht blockiert. Dies erklärt sich einfach daraus, dass bei einer Inversion warme und damit leichte Luftmassen über kälteren Luftmassen liegen, sich die Atmosphäre also in einem idealen Gleichgewicht befindet, das keinen natürlichen Luftaustausch verlangt.
Im Falle eines feuchtadiabatischen Aufstiegs in einer stabil geschichteten Atmosphäre sind die ab dem Kondensationsniveau gebildeten Wolken vergleichsweise höhenstabil und meist sehr flach. Durch horizontale Druckunterschiede und dem damit verbundenen Wind breiten sie sich in der Fläche aus, es kommt zu einer typischen Schichtbewölkung vom Typ Cirrus oder Cirrostratus in größeren, Altostratus in mittleren und Stratus in geringeren Höhen. 

## Labile Schichtung
Eine labile oder instabile Atmosphärenschichtung bezeichnet den Zustand der Erdatmosphäre, bei dem die vertikale Temperaturabnahme der Atmosphäre größer als die Temperaturabnahme des aufsteigenden Luftpaketes ist, es sich also um einen überadiabatischen Temperaturgradienten handelt. Nimmt die Temperatur des Luftpakets entsprechend dem trockenadiabatischen Gradienten ab, spricht man von einer trockenlabilen Schichtung. Bei feuchtadiabatischer Abkühlung spricht man entsprechend von einer feuchtlabilen Schichtung.
Da in labiler Atmosphäre die Temperatur des von B nach A aufsteigenden Luftpakets immer größer bzw. dessen Dichte niedriger ist als die der Umgebung, erfährt dieses eine nach oben gerichtete Rückstellkraft, den Auftrieb. Das Luftpaket wird also auch ohne eine erzwungene Hebung weiter aufsteigen und da es sich dabei weiterhin langsamer abkühlt als seine Umgebung, wird dieser Aufstieg immer weiter beschleunigt. Das Luftpaket entfernt sich somit über eine positive Rückkopplung immer weiter vom Gleichgewichtspunkt bei B. Gleiches gilt für die umgekehrte Richtung von B nach C, wenn das Luftpaket also absinkt und dabei immer kälter ist als seine Umgebung und folglich eine größere Dichte besitzt. Es wird dann immer schneller absinken, bis es irgendwann mit hoher Geschwindigkeit auf die Erdoberfläche trifft. Winde, die man auf der Erdoberfläche als besonders stark und plötzlich empfindet, so genannte Böen, sind dabei in der Regel nichts anderes als derartig beschleunigte und dann in die Horizontale umgelenkte Luftpakete.
Eine trockenlabile Schichtung tritt zum Beispiel in Bodennähe bei einer starken lokalen Erwärmung der Luft über die Ausstrahlung auf. Während zum Beispiel morgens nur eine geringe Erwärmung erfolgte und sich ein überadiabatischer Temperaturgradient eingestellt hat, kommt es mit zunehmender Tageszeit zu einer stärkeren Sonneneinstrahlung, die jedoch die Luft in Bodennähe je nach Art der Erdoberfläche höchst unterschiedlich aufheizen kann. Ist dieser Unterschied groß genug, so lösen sich in der Folge Thermikblasen, die eine Durchmischung der unteren Luftschichten herbeiführen. Das Ergebnis einer solchen Durchmischung, die in Wüsten und Hochebenen bis in einige Kilometer Höhe reichen kann, ist letztlich eine neutrale Schichtung. Da sich eine labile Schichtung durch die Durchmischung also letztlich selbst abschwächt, ist sie meist nur von kurzer Dauer.
Auch dynamische Ursachen können eine labile Schichtung bedingen, vor allem wenn sich Kaltluft bei einem Kaltfrontdurchzug in der Höhe schneller bewegt als in Bodennähe. Die Folge sind häufig starke Gewitter in Verbindung mit Schnee-, Regen- und Hagelschauern sowie starken Böen, die man dann als Sturmböen bezeichnet.
In den gemäßigten Breiten ist eine labile Schichtung meist auf einen bestimmten Höhenbereich begrenzt und erreicht nur in seltenen Ausnahmefällen eine größere Ausdehnung. Als Unter- oder Oberschichtung liegen dabei meist stabile Verhältnisse vor. In großen Höhen führt dies zur Bildung von Cirruswolken im Fall eines Horizontalwindes und zu Cirrocumuluswolken bei Abwesenheit eines solchen. In mittleren Höhen zeigt sich dagegen eine Altocumulusbewölkung, in niedrigen Höhen eher Stratocumulus und Cumulus. Cumulonimbus und Nimbostratus sind dagegen auf hoch reichende Labilität angewiesen und treten daher auch häufiger in Äquatornähe auf.

## Bedingt labile Schichtung
Eine bedingt labile Atmosphärenschichtung bezeichnet eine Situation, bei der ein trockenadiabatisch aufsteigendes Luftpaket eine stabile oder neutrale Schichtung ergibt, ein im Gegenzug feuchtadiabatisch aufsteigendes Luftpaket aber eine labile Atmosphärenschichtung zur Folge hätte.
Bei dieser häufig im Sommer auftretenden Problematik stellt sich die Frage, ob es zur Wolkenbildung kommt oder nicht. Wenn der Wasserdampf des Luftpaketes nicht kondensiert, passiert auch nichts weiter. Bei einsetzender Kondensation allerdings wachsen die Wolken schnell zu Gewittern heran.

## Einflüsse auf die Schichtung
Extreme Schichtungen, also labile und stabile Schichtungen, werden durch geringe Windgeschwindigkeiten begünstigt, große Windgeschwindigkeiten führen dagegen zu eher neutraler Schichtung. Im Übrigen führt Bewölkung, also geringe Globalstrahlung tags und starke atmosphärische Gegenstrahlung nachts, zu eher neutraler Schichtung, während wolkenloser Himmel tags bei starker Globalstrahlung eine labile Schichtung, nachts dagegen eine stabile Schichtung bewirkt.

## Schichtung und Luftverschmutzung

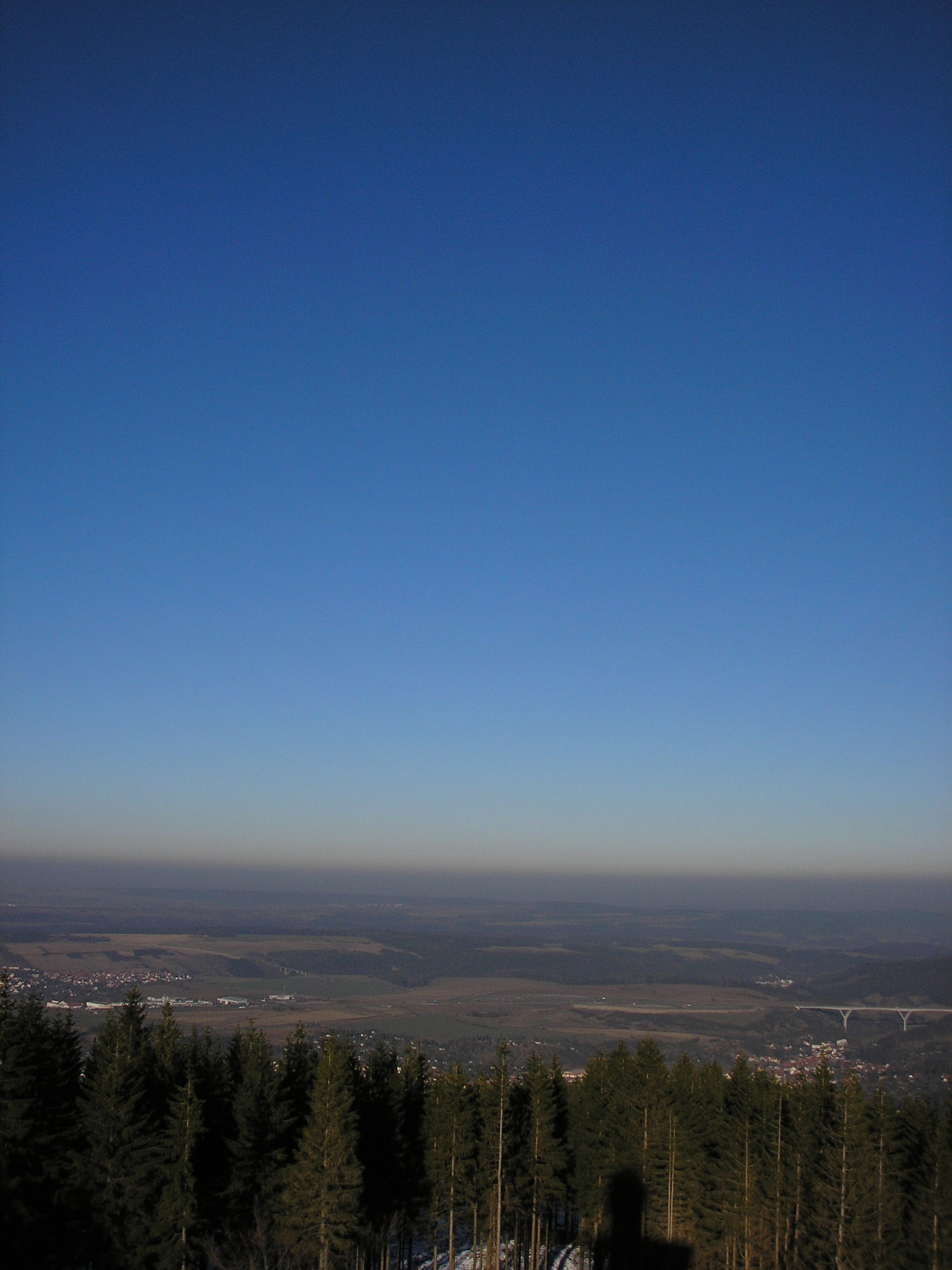
Luftverschmutzung im Winter, deutlich zu sehen ist die Dunstschicht über der Erdoberfläche, darüber klare Luftschichten

Die Schichtungsstabilität hat einen hohen Einfluss auf die Luftverschmutzung, da die Ausbreitung von Abgasen identisch zur Ausbreitung eines Luftpakets betrachtet werden kann. Es werden dabei einige spezifische Schichtungsverhältnisse unterschieden.
Grundlage für die Schilderungen ist eine Fabrik, die über einen Schornstein Abgase in die Atmosphäre emittiert. Dabei herrscht eine westliche Windrichtung von links nach rechts vor, so dass die Abgase nach einer bestimmten vertikalen Ausbreitung in Horizontale übergehen. Diese anfängliche Steigungsphase liegt an der meist höheren Temperatur der Abgase. Die letztendlich dadurch erreichte Höhe bezeichnet man als effektive Schornsteinhöhe. In den Abbildungen stellt die rot gezeichnete Linie den Temperaturverlauf der Atmosphäre und die schwarze Linie den adiabatischen Gradienten des Luftpakets dar.

### Looping
Es herrscht eine leicht bis mittelstarke labile Schichtung, die Luftschadstoffe breiten sich schleifenförmig nach Osten aus. Durch Turbulenzen und konvektive Vorgänge kann der Ausstoß bereits nach kurzer Zeit den Boden berühren, so dass die Schadstoffbelastung in relativ geringer Nähe vom Schornstein recht groß ist. Sie lässt dafür jedoch auch schnell nach und ist bei mittelgroßen Entfernungen recht gering. Die Situation ist typisch für Nachmittage von sonnigen Sommertagen.

### Coning
Es herrscht eine neutrale bis leicht stabile Schichtung und die Luftschadstoffe breiten sich konisch aus, wobei die vertikale Ausdehnung des zunehmend breiter werdenden Abgaskegels recht gleichmäßig ist. Die Verdünnung der Abgase ist recht gering, die Rauchfahne berührt jedoch nicht direkt den Boden. Eine Situation vorab bei bewölktem Wetter.

### Fanning
Beim Typ Fanning ist die stabile Schichtung zu einer massiven Bodeninversion verstärkt worden, die bis über die effektive Schornsteinhöhe reicht. Nach anfänglicher Steigung auf die effektive Schornsteinhöhe kommt es praktisch zu keiner weiteren vertikalen Ausbreitung und damit Verdünnung der Rauchfahne mehr. Die hohen Abgaskonzentrationen bleiben auch noch in erheblicher Entfernung zum Schornstein erhalten. Bodennah ist die Belastung hier gering, hoch ist sie allerdings bei Auftreten von Geländeerhöhungen in der Ausbreitungs-Richtung. Auftreten v. a. nachts und bei Tiefdruck, wobei es sich häufig um die Vorstufe zu Fumigation (s. unten) handelt.

### Lofting
Am Boden zeigt sich hier ebenfalls eine Inversion, meist eine nächtliche Strahlungsinversion, doch liegt deren Obergrenze nun auf oder sogar unter der effektiven Schornsteinhöhe. Danach folgt ein adiabatischer Temperaturabfall mit neutraler Schichtung. Für die vertikale Ausbreitung der Rauchsäule erweist sich die Inversion erneut als Sperrschicht, in diesem Fall jedoch nach unten. Da die Emissionen oberhalb der Inversion erfolgen (andernfalls würde es sich wieder um eine Fanning-Lage handeln), können die Schadstoffe maximal bis zur Obergrenze der Inversion absinken. Dort zeigt sich dann auch meist eine höhere Abgaskonzentration. Nach oben hin wird die vertikale Ausbreitung jedoch nicht behindert.
Für die Luftverschmutzung ist dies eine sehr wünschenswerte Situation: Die Rauchgasfahne verdünnt sich, erreicht jedoch nicht die Erdoberfläche. Auftreten v. a. am frühen Abend bei wolkenlosem Himmel, in den meisten Fällen von kürzerer Dauer.

### Fumigation
Der Typ der Fumigation stellt die aus Sicht der Luftverschmutzung schädlichste Lage dar. Hier herrscht eine labile Schichtung am Boden, gefolgt von einer Höheninversion oberhalb der effektiven Schornsteinhöhe. Unterhalb der Inversion können sich die Abgase aufgrund der labilen Schichtung sehr gut ausbreiten, werden jedoch nach oben durch die Inversion blockiert. Die Durchmischung erfolgt also nur in Bodennähe. 
Bleibt diese Lage über längere Zeit erhalten, kann es zu einer drastischen Anreicherung der Schadstoffe kommen. Ist die Durchmischungszone zum Beispiel durch eine Tal- oder gar Kessellage recht klein, so ist auch eine Auflösung der Inversion durch Wind stark eingeschränkt, was die Anreicherung der Abgase entsprechend begünstigt. Eine solche Tallage und ebenso ein hoher Schadstoffausstoß ist gerade für Ballungsräume charakteristisch. Diese sind, wie die Stadtklimatologie zeigt, zudem wichtige Wärmequellen, neigen also dazu, Inversionen in Bodennähe zu Höheninversionen „umzubauen“, was dann auch die Hauptursache für die Entstehung von Fumigation-Lage ist.

### Kombinationen
Die fünf dargestellten Fälle sind nur isoliert betrachtet worden, was aber über eine größere horizontale Entfernung kaum den realen Bedingungen entspricht. Die Schichtung der Atmosphäre kann sich also mit der Entfernung vom Schornstein ändern, was besonders bei orografischen Erhebungen und einer Änderung der thermischen Eigenschaften der Erdoberfläche der Fall ist. Denkt man sich nun mehrere Lagen in einer Reihe, können sich spezifische Kombinationen ergeben, die einer Schadstoffausbreitung förderlich oder hinderlich sind.

## Bezeichnung der Stabilitätsklassen
Neben der Bezeichnung der Stabilitätsklassen als labil, neutral und stabil gibt es verschiedene Systematiken zur Einordnung der Stabilitätsklasse. Bekannt ist die Systematik der Pasquill-Klassen nach Frank Pasquill, die die Stabilitätsklassen von sehr labil bis stabil mit den Buchstaben A bis F bezeichnet. Die Technische Anleitung zur Reinhaltung der Luft (TA Luft) verwendet Ausbreitungsklassen nach Klug und Manier mit Bezeichnungen von I (sehr stabil) bis V (sehr labil). Andere Stabilitätsklassen wurden von Vogt sowie von Nester und Thomas definiert. Ein Maß für die Stabilität ist die von Alexander Michailowitsch Obuchow eingeführte Obukhov-Länge.